# 石嘉波神社
石嘉波神社（いしかじんじゃ）は、沖縄県国頭郡本部町瀬底島にある神社であり、字瀬底の小字石嘉波村落（方言：イッチャファ）の東南方の小高い森一帯を指す。一帯は御嶽タキサンとも呼ばれている。
根所・神アサギも石嘉波神社(御嶽タキサン)に含まれる。

## 概要
字瀬底の小字石嘉波村落（方言：イッチャファ）の東南方の小高い森一帯が、石嘉波神社である。森の中にコンクリート造りの祠があり（1928年7月28日建立）西側入口に鳥居が建っている。
神社と呼ばれているが、根所・神アサギも石嘉波神社(御嶽タキサン)を指す森一帯に含まれる。(根所・神アサギについて詳しくは後述)

## 歴史
石嘉波村は伊野波間切創設時からの古村であり、元は健堅村に隣接した石嘉波にあったが、蔡温の山林政策で、尚敬王代の1736年（乾隆元年）に瀬底島の東側に村移しさせられた。石嘉波神社はその際、村人によって作られた拝所である。
以後、村は石嘉波村として存続したが、1903年（明治36年）県令第36号によって石嘉波村が瀬底村に合併して一村となり、さらに1908年（明治41年）本部間切瀬底村から本部村字瀬底に改められ、次いで1940年（昭和15年）本部町字瀬底となった。
石嘉波村落の御嶽タキサンも旧石嘉波村落へのお通し御嶽であり、祭祀も現在に至るまで瀬底村落とは別々に行われている。旧七月二十日には「ウークイ（ウフユミ）」という、豊漁・豊作の感謝と予祝御願を中心に村人の健康、繁栄を御願する儀礼が行なわれる。
なお、『琉球国由来記』（1713年）には「石嘉波村、前之嶽・神名マツノワカッカサノ御イベ、ヨネフサキ嶽・神名カネマツ司ノ御イベ、アラサケ嶽・神名イシノ御イベ」と記されているが、特定出来ない。

## 根所

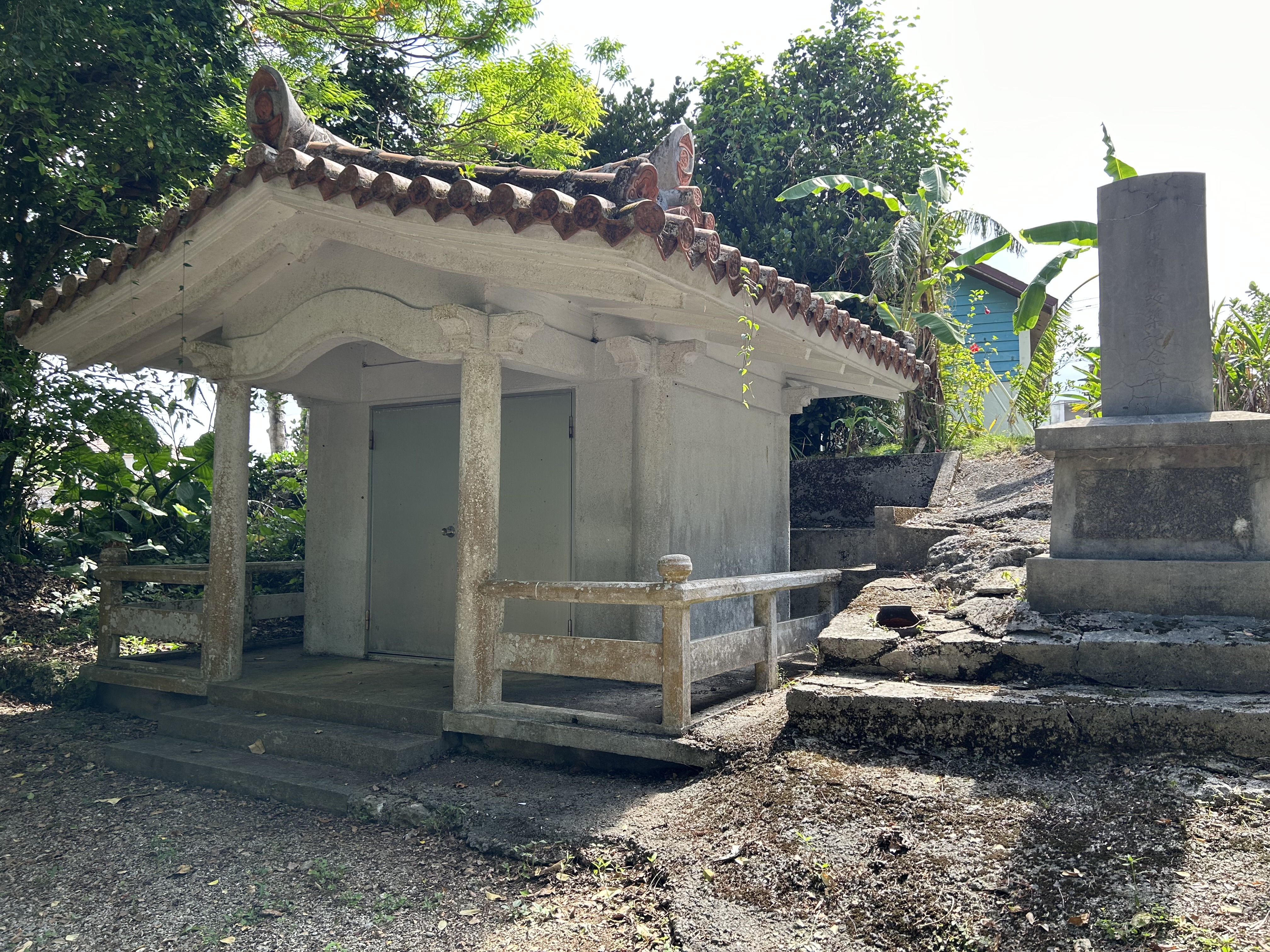
根所

根所（方言：ニードゥクール）は、タキサンの北側約30メートルのところに位置する。間口2メートル、奥行160センチメートル、高さ2メートルの破風型コンクリート造りで、祭神は根所火神である。

## 神アサギ

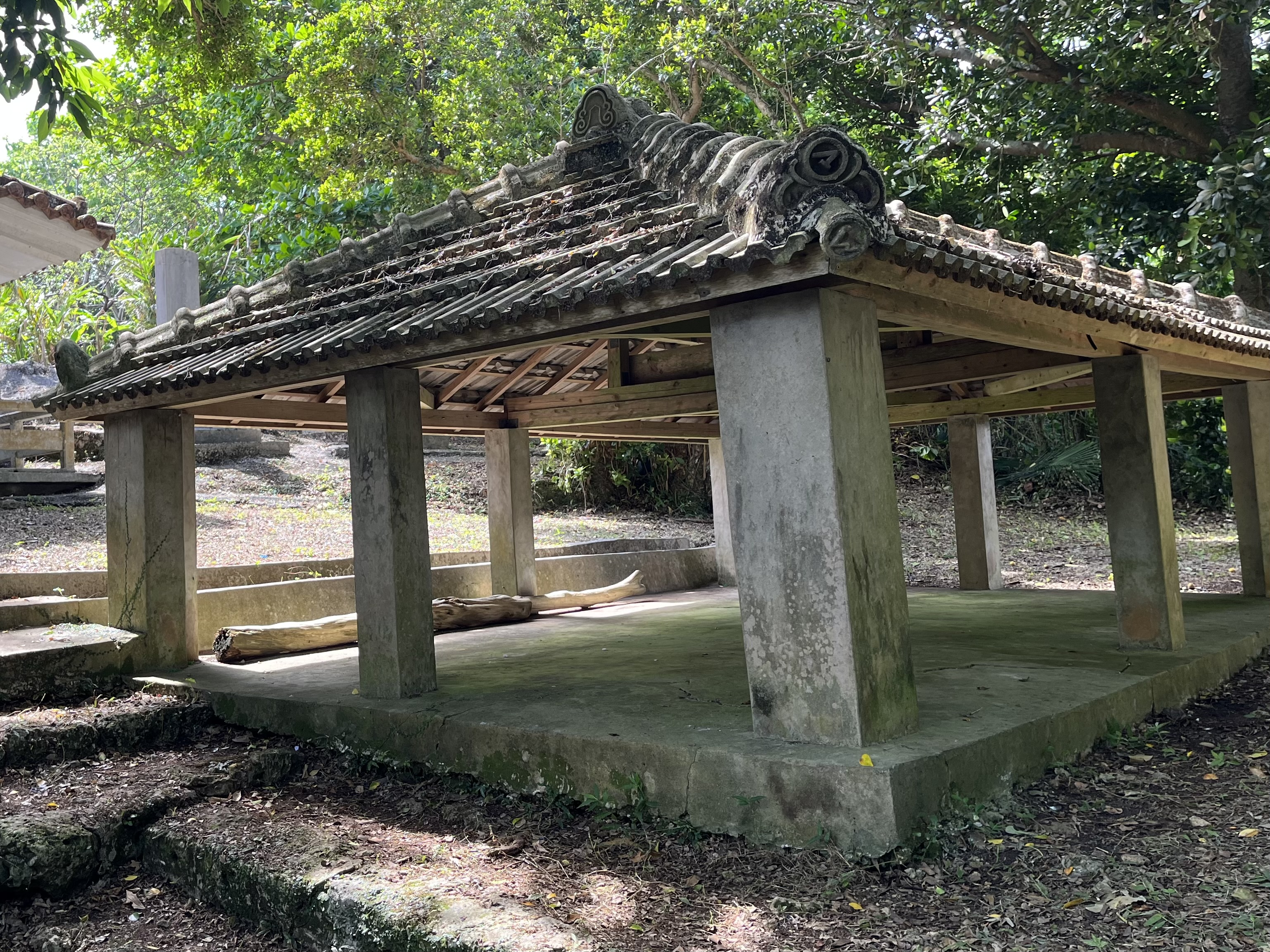
神アサギ

神アサギとは神を迎え招宴をする場所のことをいう。
石嘉波神社の神アサギは根所の西側、一段低いところにある。柱はコンクリート、屋根はセメント瓦葺きで造られている。